# Retrorektalna epidermoidna cista
Retrorektalna ili presakralna epidermoidna cista ili repna cista je  vrsta razvojne ciste koja nastaje iz post-natalnih primitivnih ostataka creva u presakralnom prostoru, koji se nalazi ispred sedalne kosti, a iza rektuma, pa je poznat i kao retrorektalni prostor. Ova regija, koja sadrži ušće embrionalnog zadnjeg creva, neuroektoderm i koštanu karlicu, sastoji se od više različitih tipova tkiva koja tokom razvoja mogu dovesti do pojave presakralnih ili retrorektalnih lezija.

## Etiologija
Epidermoidna cista presakralnog prostora je jako retka benigna kongenitalna lezija ili tumor ektodermalnog porekla, koji nastaje iz primitivne embrionalni klica i ćelija njenih slojeva, 
odnosno ostataka koji prate razvoj i nestanak neurenteričnog kanala i stalnog creva. Najčešće se javlja kod žena, a retko kod muškaraca.
Histološki ona ima tanki zid obložen pločasto slojevitim epitelom, koji okružuje mešavinu deskvamiranog materijala, holesterola, keratina i vode.
Klasifikacija ovih cisti se zasniva na histopatološkim karakteristikama, a ciste su prema tome definisane kao:
- epidermoidne,
- dermoidne ili enteričke ciste.

## Klinička slika
Klinička slika ovih lezija je obično asimptomatska ili su prisutne nejasni karlični simptomima, što može uzrokovati odlaganje precizne dijagnoze i pravovremeno lečenja. Nastaju komplikacije poput infekcije, krvarenja i maligne degeneracije i zahtevaju hitnu intervenciju. 

## Dijagnoza
Anamneza, detaljni fizički pregled i odgovarajuće radiografsko snimanje pružaju informacije za postavljanje dijagnoze i izradu plana hirurške intervencije kao terapije izbora. 
Retrorektalne lezije kod žena mogu oponašati ginekološku patologiju, a postoji i veliki rizik od maligne transformacije ove ciste.
Patohistologija epidermoidne ciste

## Terapija
Kompletna hirurška resekcija ostaje kamen temeljac lečenja. U dosadašnjoj literaturi opisano je desetak ili više operativnih pristupa kako bi operacija bila što jednostavnija. Jedino se transrektalni put koristi izuzetno retko i nedovoljno je opisan.

## Literatura
- Yang, D. M.; Yoon MH; Kim HS; Kim HS; Chung S; Chung JW;  . (1999). „CT and MR findings of presacral epidermoid cyst”. J Korean Radiol Soc. 41: 545—7. doi:10.3348/jkrs.1999.41.3.545.
- Dahan, H.; Arrivé, L.; Wendum, D.; Docou Le Pointe, H.; Djouhri, H.; Tubiana, J. M. (2001). „Retrorectal developmental cysts in adults clinical and radiological - histopathologic review, diefrential diagnosis and treatment”. RadioGraphics. 21 (3): 575—84. PMID 11353107. doi:10.1148/radiographics.21.3.g01ma13575.
- McColl, Ian (1963). „The Classification of Presacral Cysts and Tumo - urs”. R Soc Med. 56 (9): 797—8. PMC 1897189 . PMID 14080070. doi:10.1177/003591576305600915.
- Yang, Bo-Lin (2010). „Retrorectal tumors in adults: magnetic resonance ima - ging findings”. World J Gastroenterol. 16 (46): 5822—9. PMC 3001973 . PMID 21155003. doi:10.3748/wjg.v16.i46.5822 .

|  | Molimo Vas, obratite pažnju na važno upozorenje u vezi sa temama iz oblasti medicine (zdravlja). |